# Liste des ambassadeurs de Chypre en Espagne
L’ambassadeur de Chypre en Espagne est le représentant légal le plus important de Chypre auprès du royaume d'Espagne.

## Ambassadeurs successifs
| Début             | Fin               | Ambassadeur         | Observations |
| ----------------- | ----------------- | ------------------- | ------------ |
| 10 janvier 1994   | 31 août 1996      | Elias Eliades       | -            |
| 15 octobre 1996   | 14 septembre 1999 | Christos Psilogenis | -            |
| 27 septembre 1999 | 15 septembre 2004 | Athena Mavronicola  | -            |
| 20 décembre 2004  | 31 août 2008      | Rea Yiordamlis      | -            |
| 21 août 2008      | 28 août 2011      | Nearchos Palas      | -            |
| 22 novembre 2011  | 31 août 2016      | Antonis Toumazis    | -            |
| septembre 2016    | en cours          | Koula Sophianou     | -            |

## Sources